# Тургай Шерен
Тургай Сабіт Шерен (тур. Turgay Sabit Şeren, 15 травня 1932, Анкара — 6 липня 2016, Стамбул) — турецький футболіст, що грав на позиції воротаря. По завершенні ігрової кар'єри — тренер та телекоментатор.
Виступав за клуб «Галатасарай», а також національну збірну Туреччини.
Дворазовий чемпіон Туреччини, чотириразовий володар Кубка Туреччини.

## Клубна кар'єра
У дорослому футболі дебютував 1947 року виступами за команду клубу «Галатасарай», кольори якої і захищав протягом усієї своєї кар'єри гравця, що тривала двадцять один рік. Більшість часу, проведеного у складі «Галатасарая», був основним голкіпером команди. За цей час двічі виборював титул чемпіона Туреччини.

## Виступи за збірну
1950 року дебютував в офіційних матчах у складі національної збірної Туреччини. Протягом кар'єри у національній команді, яка тривала 17 років, провів у формі головної команди країни 46 матчів.
У складі збірної був учасником чемпіонату світу 1954 року у Швейцарії. Там у матчі проти збірної ФРН, який проходив у Берліні, отримав прізвисько «Пантера Берліна», завдяки своїй вдалій грі.

## Кар'єра тренера
Розпочав тренерську кар'єру невдовзі по завершенні кар'єри гравця, 1968 року, очоливши тренерський штаб клубу «Мерсін Ідманюрду».
Протягом тренерської кар'єри також очолював команди клубів «Вефаспор» та «Самсунспор».
Останнім місцем тренерської роботи був клуб «Галатасарай», головним тренером команди якого Тургай Шерен був з 1979 по 1980 рік.
Помер 6 липня 2016 року на 85-му році життя.

## Титули і досягнення
- Чемпіон Туреччини (2):

«Галатасарай»: 1961-1962, 1962-1963
- Володар Кубка Туреччини (4):

«Галатасарай»: 1962-1963, 1963-1964, 1964-1965, 1965-1966
- Володар Суперкубка Туреччини 1:

«Галатасарай»: 1966